# Cyclophora circumdataria
Cyclophora circumdataria là một loài bướm đêm trong họ Geometridae.